# Камешница
Камешница је планина на граници између Хрватске и Босне и Херцеговине. Већи део планине се налази у Босни, у Ливањској општини. Камешница се налази између Ливањског и Сењског поља. Највиши врх Коњ се налази на 1849 метара надморске висине. Други врх по величини је Камешница (1810 метара).
Камешница је наставак Динаре. На планини се налазе бројне вртаче, пећине, увале и заравни.
Када је време лепо са планине се могу видети и острва у Јадранском мору.
Овде се налази ОШ „Братство-Јединство” ИО Камешница.

## Флора и фауна
На Камешници се могу наћи ретке и лековите биљне врсте као што су горска метвица, горски пелин, алпски лишај, мајчина душица, кадуља, енциан, чемерика и друге. Животињски свет није много бројан јер је планина по врховима оголела. Због тога на планини од животиња се јављају углавном гмизавци, постоји неколико врста гуштера, планински зелембаћ, поскок. Са северне стране планине, и у пошумљеним деловима могу се наћи вукови, лисице, диље свиње, рисеви и медведи.